# Исак Албенис
Исак Мануел Франсиско Албенис и Паскуал (на испански: Isaac Manuel Francisco Albéniz i Pascual) е испански композитор и пианист.
Той е най-известен със своите произведения за пиано, основани на народната музика. Много от тях са преработени за китара, като най-известните транскрипции са на Франсиско Тарега.

## Биография
Исак Албенис е роден през 1860 година в Кампродон, Каталония. Той започва да свири на пиано от четиригодишен и още като дете изнася концерти. Продължава обучението си в Лайпциг (1875-1876) и Брюксел (1876-1880). След това дава уроци по пиано в Барселона и Мадрид. През 1883 година се жени за своята ученичка Розина Хордана, от която има три деца.
По същото време Исак Албенис се запознава с композитора Фелипе Педрел, основоположника на националистическото течение в испанската музика. Подтикнат от него, той започва да пише музика по фолклорни мотиви. През 90-те години Албенис живее в Лондон и Париж, като пише главно театрална музика. Около 1900 година развива болестта на Брайт и през следващите години се връща към композирането за пиано. През последните години от живота си пише своето най-известно произведение, сюитата от 12 импресии за пиано „Иберия“ (1908).
Исак Албенис умира през 1909 година в Камбо ле Бен, Франция, и е погребан в Барселона.
Исак Албенис е прадядо на Сесилия Сиганер-Албениз, бивша съпруга на френския политик Никола Саркози.

## Произведения
Опери
- „Магическият опал“ (The Magic Opal), опера комик (1893)
- „Хенри Клифърд“ (Henry Clifford), опера в 3 действия (1895)
- „Пепита Хименес“ (Pepita Jiménez), лирическа комедия (1896)
- Трилогия „Крал Артур (Кръглата маса)“ (Le roi Arthus (La table ronde)):
  - „Мерлин“ (Merlín), опера в 3 действия (1898—1902)
  - „Ланселот“ (Lancelot) (1902—1903, незавършена)
  - „Гиневра“ (Guenevere) (работата над операта така и не е започната)